# モニカ・レイエス
モニカ・ジュリエッタ・レイエス（Monica Julieta Reyes,生年不詳-2018年3月）はアメリカ合衆国とカナダで製作されたテレビドラマ『X-ファイル』に登場する架空のFBI特別捜査官であり、アナベス・ギッシュによって演じられた。レイエスはシーズン8第14話「デッドアライブ Part.1」で初登場を果たし、シーズン9ではジョン・ドゲットと共にXファイルの捜査に当たることとなった。

## キャラクターの造形
シーズン7最終話「レクイエム」はシリーズ・ファイナルとなることを想定して製作されたエピソードであったが、最終的にシーズン8が製作されることとなった。そこで、製作スタッフは新しい世代の視聴者を取り込む必要があると感じていた。また、モルダーの出番減少により、超常現象否定派のスカリーとドゲットの見せ場が相対的に多くなったため、超常現象肯定派のキャラクターを新たに創造する必要性が生じた。しかし、モルダーと同じようなキャラクターを創造するわけにもいかず、それでいてドゲットと対照をなすようなキャラクターを創造しなければならなかった。出来上がったキャラクターはカレン・ミラーと命名されたが、後に名前がジェーン・ジョーンズに変更され、最終的にモニカ・レイエスとなった。なお、モニカ・レイエスという名前はクリス・カーターの知り合いで、バンクーバーで画廊を経営する人物から取られたものである。
アナベス・ギッシュはエージェントから「『X-ファイル』のプロデューサーが新しいキャラクターを演じる女優を探している」という電話をもらい、オーディションを受けに行くことになった。オーディションの場にはクリス・カーターとフランク・スポットニッツだけがいたのだという。スポットニッツはレイエスというキャラクターを「楽観的で、信念があり、信仰に対してオープンであることを苦にも思わないという点ではモルダーに似ている。しかし、レイエスはスピリチュアルにより親和的で、ニューエイジ的な世界観を有している」と解釈していた。また、従来の登場人物に比べて暖かみのあるセクシーなキャラクターだとも思っていたのだという。
シーズン9で初めて登場したブラッド・フォーマーはレイエスに好意を向けるキャラクターとして創造された。これは脚本家チームが視聴者はレイエスのことをもっと知る必要があると考えたからである。しかし、フォーマーがレイエスに好意を向けることによって、ドゲットとフォーマーの間に緊張関係が生じることになった。ドゲットもまたレイエスに好印象を抱いていたからである。
アナベス・ギッシュは「超常現象肯定派のレイエスVS超常現象否定派のスカリー」という対立関係よりも、2人は姉妹のような関係にあるということを念頭に置いて演じていたのだという。
シーズン9第8話「境界」でレイエスは自らが輪廻転生の輪の中にいることを知る。その過程で、レイエスとドゲットはパートナーらしくなっていった。これはモルダーとスカリーのパートナー関係の形成を後追いするようなものであった。この描写はスポットニッツの助言を受けたデヴィッド・アマンによるものである。スポットニッツはレイエスにある種の陰りを出そうとしていたのである。その結果、レイエスの過去は陰鬱なトーンで描写されることになった。

## 各シーズン毎の活動

### 登場以前
レイエスはメキシコの首都メキシコシティで生まれ育ったため、スペイン語にも堪能である。ブラウン大学に進学したレイエスは民俗学と神話学を専攻し、宗教学の学位を得た。1990年、レイエスはFBI捜査官としてのキャリアを歩み始めた。最初の仕事は悪魔的儀式虐待に関する事件であった。それから、レイエスはニューヨーク支局に配属され、ブラッド・フォーマーと恋に落ちた。しかし、これはFBIの規則に反することであった。ニューヨークでの勤務中に、レイエスはルーク・ドゲット少年（当時ニューヨーク市警察で勤務していたドゲットの息子）の誘拐事件の捜査の責任者となったが、懸命な捜査にも拘わらず、ルークは死体として発見され、その容疑者は不明のまま終わった。1999年、レイエスはニューオーリンズ支局への異動を命じられた。

### シーズン8
2001年、FBIでXファイルの捜査の任に当たっていたドゲットは、エイリアンによる犯行が疑われていた複数の失踪事件の捜査を行うに当たって、旧知のレイエスに助力を仰いだ。その失踪事件の中にはモルダーの失踪事件も含まれていた。過去の経験から、レイエスはそれらの事件をカルト団体による犯行だと看做したが、エイリアンによる誘拐の可能性も検討の俎上には上げていた。モルダーが死体として発見された後、レイエスは元の部署に戻った。
モルダーがFBIに復帰した後、レイエスは彼に接触した。高いプロファイリング技能を持つモルダーにルーク誘拐事件の助言を仰ぐためであった。しかし、所属する部署に呼び出されたため、それ以上の再捜査は叶わなかった。その年の5月、レイエスはスカリーを護衛する任に当たるよう命じられた。スカリーとその子供の安全を確保するために、レイエスはバージニア州の農村地帯に彼女を連れて行った。無敵兵士に囲まれながらも、レイエスはスカリーの出産を手助けすることとなった。しばらくして、レイエスはX-ファイル課に異動を命じられた。

### シーズン9
X-ファイル課に配属されたレイエスはドゲットとスカリーと共に数々の事件の捜査に当たった。2002年、カナダへ逃走したはずのモルダーとスカリーが何故かニューメキシコ州の砂漠地帯へ向かったことを受けて、レイエスとドゲットがその地に急行することとなった。ヘリコプターが周辺を爆撃する中、2人はその地で無敵兵士のノエル・ローラーと対峙することになった。ローラーに追い詰められ万事休すとなったが、周辺の岩に磁鉄鉱（無敵兵士の弱点）が多く含まれていたため事なきを得た。モルダーが逃亡した後、X-ファイル課は廃止されることとなった。

### シーズン10
X-ファイル課が閉鎖された後、レイエスは重傷を負ったシガレット・スモーキング・マンから接触を受ける。スモーキング・マンは「自分の計画に協力すれば、スパルタンウイルスを使った人類浄化計画の対象から外してやる」とレイエスに持ちかけたのである。悩んだ末に、レイエスはスモーキング・マンとの取引に応じ、FBIを退職することにした。レイエスはその後の10年間をスモーキング・マンが2012年に始める予定だった人類浄化計画の準備に費やすこととなった。
2016年、当初予定から遅れたものの、アメリカ国内にスパルタンウイルスがばらまかれた。それを受けて、レイエスはスカリーにスパルタンウイルスのワクチンをつくるための情報を提供した。レイエスがスモーキング・マンと手を結んだことに失望を禁じ得ないスカリーではあったが、目の前の危機に対処するためにレイエスと協力することにした。

### シーズン10 (漫画版)
X-ファイル課が閉鎖された後、レイエスはドゲットと共にテロ対策を専門に扱う部署に転属されることとなった。それからしばらくして、レイエスはシンジケートとは別の団体による陰謀の存在を察知するが、その組織の手の者によって誘拐・監禁されることになる。

## 評価
レイエスというキャラクターに対する評価は賛否両論となった。『エンターテインメント・ウィークリー』のケン・タッカーはレイエスを「野性的でありながらしなやかさもある」と評している。ラース・パーソンとロバート・シャーマンはその著書『Wanting to Believe: A Critical Guide to The X-Files, Millennium & The Lone Gunmen』において、初登場回におけるレイエスを「不自然さが残る」「楽天的な性格のキャラクターは『X-ファイル』のトーンに合わないのではないか」と評し、シーズン9におけるレイエスを「何かを信じようとする姿勢がエピソードの緊張感を損ねている。たるんでいる。」と批判している。その一方で、「秘密」でのレイエスは「とても賢かった」と賞賛し、「4-D」でのレイエスも「際だった存在だった」と高く評価している。
『ニューヨーク・タイムズ』のジョイス・ミルマンはドゲットとレイエスのコンビを「モルダーとスカリーのダイエット・コーラ版」、つまり2人に及ばないコンビだと批判している。カリン・ジェームスはドゲットとレイエスのコンビを「特徴がない」「モルダーとスカリーの影のような存在」と評した上で、「モルダーとスカリーの関係からは性的なものが極力排除されていたため、2人は現実に存在しそうなコンビに見えた。しかし、ドゲットとレイエスは同じようにプラトニックな関係に留まっているにも拘わらず、非現実感が漂っている。」と述べている。